# Siegfried Leibholz
Siegfried Leibholz (* 5. August 1925 in Berlin-Schöneberg; † 1. Februar 2005 in Potsdam) war ein deutscher Geheimdienstler. Er war von 1971 bis 1985 Leiter der Bezirksverwaltung Potsdam des Ministeriums für Staatssicherheit (MfS) der Deutschen Demokratischen Republik (DDR).

## Leben
Leibholz, Sohn eines Geschäftsinhabers und einer Schneiderin, besuchte die Volksschule und wurde 1939 wegen seiner jüdischen Herkunft und der Mitgliedschaft seines Vaters in der Kommunistischen Partei Deutschlands (KPD) vom Gymnasium ausgeschlossen. Von 1939 bis 1941 erlernte er den Beruf des Schlossers und holte auf einer Abendschule 1942 das Abitur nach. Von 1941 bis 1943 arbeitete er als Hilfsarbeiter. Sein Vater wurde im Februar 1943 im KZ Auschwitz ermordet. Er selbst hielt sich von 1943 bis 1945 illegal in Sommerfeld (Osthavelland) auf.
Nach dem Zweiten Weltkrieg trat er 1945 im Kreis Osthavelland in die Deutsche Volkspolizei (DVP) und 1946 in die Sozialdemokratische Partei Deutschlands (SPD) ein und wurde mit der Zwangsvereinigung von SPD und KPD Mitglied der Sozialistische Einheitspartei Deutschlands (SED). Er besuchte die Provinzialpolizeischule der Mark Brandenburg und wurde 1947 Lehrer an der VP-Anwärterschule Luckenwalde. Anschließend war er Leiter der Schutzpolizei Eberswalde und danach Lehrer an der Landespolizeischule Biesenthal. Ab 1948 war er Leiter der Schutzpolizei im Kreis Teltow, dann ab 1949 Stellvertreter des Leiters der Dienststelle Mahlow der Landesverwaltung zum Schutz der Volkswirtschaft Brandenburg (ab Februar 1950 Länderverwaltung Brandenburg des MfS). Ab 1951 war er als Nachfolger von Polizeioberrat Piepiorra Leiter der Abteilung VII (Abwehr Volkspolizei) der Länderverwaltung Brandenburg bzw. nach der Verwaltungsreform von 1952 der Bezirksverwaltung (BV) Potsdam des MfS. 1954 übernahm er die Leitung der Abteilung II (Spionageabwehr) der BV Potsdam und 1955 wurde er Stellvertreter Operativ des Leiters der BV Potsdam. Von 1960 bis 1968 absolvierte er ein Fernstudium an der Deutschen Akademie für Staats- und Rechtswissenschaft (DASR) Potsdam mit dem Abschluss als Diplom-Staatswissenschaftler. 1971 wurde er Leiter der MfS-Bezirksverwaltung (Nachfolger von Julius Michelberger) und Mitglied der SED-Bezirksleitung Potsdam. Im Februar 1980 wurde er von Erich Honecker zum Generalmajor ernannt. Er blieb noch bis 1985 im Amt, wurde dann in die Rente entlassen und mit dem Vaterländischen Verdienstorden in Gold ausgezeichnet. Von Februar 1986 bis Dezember 1989 war er Mitglied der Bezirksparteikontrollkommission Potsdam der SED.